# University of Cincinnati Women's Volleyball
La University of Cincinnati Women's Volleyball è la squadra pallavolo femminile appartenente alla University of Cincinnati, con sede a Cincinnati (Ohio): milita nella Big 12 Conference della NCAA Division I.

## Storia
Il programma di pallavolo femminile della University of Cincinnati viene fondato nel 1972. Nel corso degli anni sono diversi gli avvicendamenti in panchina. Nel 1980 le Bearcats si affiliano alla Metropolitan Collegiate Athletic Conference, di cui diventano campionesse un anno dopo, accedendo al torneo NCAA Division I, a cui si erano appena affiliate, nella sua prima edizione, uscendo al primo turno.
Negli anni seguenti il programma continua a cambiare spesso allenatore, trasferendosi inoltre da una conference all'altra: dopo un quadriennio nella Great Midwest Conference, approdano in Conference USA, si cui si laureano campionesse nel 1999, uscendo nuovamente di scena al primo turno del torneo NCAA. Con il nuovo millennio le Bearcats trovano stabilità grazie all'arrivo in panchina di Reed Sunahara, raggiungendo diverse volte la post-season, ma senza mai andare oltre il secondo turno, e vincendo durante l'ultimo anno di Sunahara in panchina il titolo della Big East Conference.
Nel 2012 Molly Alvey raccoglie il timone del programma, che nel 2019 raggiunge per la prima volta le Sweet Sixteen.

## Record
| Piazzamento          |    | Edizione                                            |
| -------------------- | -- | --------------------------------------------------- |
| Tornei NCAA          | 12 | Sweet Sixteen: 1 2019                               |
| Tornei NCAA          | 12 | Secondo turno: 5 2001, 2008, 2010, 2011, 2018       |
| Tornei NCAA          | 12 | Primo turno: 6 1981, 1999, 2000, 2002, 2009, 2016   |
| Titoli di conference | 3  | Metropolitan Collegiate Athletic Conference: 1 1981 |
| Titoli di conference | 3  | Conference USA: 1 1999                              |
| Titoli di conference | 3  | Big East Conference: 1 2011                         |

## Conference
- Metropolitan Collegiate Athletic Conference: 1980-1990
- Great Midwest Conference: 1991-1994
- Conference USA: 1995-2004
- Big East Conference: 2005-2012
- American Athletic Conference: 2013-2022
- Big 12 Conference: 2023-

## All-America

### First Team
- Jordan Thompson (2019)

### Second Team
- Stephanie Niemer (2010)

### Third Team
- Julie DuPont (2003)
- Jordan Thompson (2018)

## Allenatori
- Rich Zeciski: 1972
- Mary Busser: 1973-1974
- Rich Zeciski: 1975
- Georgeanne Green: 1976
- Carmen Pennick: 1977-1979
- Zen Golembiowsky: 1980-81
- Kathy Kehoe: 1982-1985
- Mike Lingenfelter: 1986-1987
- Darrell Morken: 1988-1992
- Mike Lingenfelter: 1993-1995
- Katie McFarland: 1996
- Laura Alford: 1997-1999
- Reed Sunahara: 2000-2011
- Molly Alvey: 2012-